# La dama pastorella
La dama pastorella è un'opera in un atto di Antonio Salieri, su libretto di Giuseppe Petrosellini. La prima rappresentazione ebbe luogo al Teatro Valle di Roma nel 1780. In seguito il libretto venne rielaborato da Lorenzo Da Ponte e ne nacque una nuova opera, sempre con musiche di Salieri, che venne rappresentata nel 1789 col titolo La cifra.

## Trama
La vicenda si svolge in un piccolo feudo.